# PL-9
El PL-9 (chino: 霹雳 -9; pinyin: Pī Lì-9; literalmente: "Thunderbolt-9") es un misil aire-aire (AAM) guiado por infrarrojos de largo alcance, desarrollado por la República Popular China. El misil, fue diseñado originalmente por Dong Bingyin (董 秉 印) en el centro electro-óptico de Luoyang, que también se conoce como Instituto 612 y cambió su nombre en 2002 como el Instituto de Investigación de Misiles Guiados Aire-Aire de China (空空 导弹 研究院). Después de la muerte del Sr. Dong Bingyin, su puesto fue ocupado por el Sr. Jin Xianzhong (金先仲). El diseñador general adjunto del misil PL-9 es el mismo diseñador general adjunto del misil PL-12, el Dr. Liang Xiaogeng (梁晓庚).
El PL-9C es una de las últimas versiones del PL-9, que también tiene una variante superficie-aire (DK-9). El misil superficie-aire (SAM) táctico de baja altitud PL-9C se reveló por primera vez durante el Salón Aeronáutico de 1989 en París. La unidad de lanzamiento está disponible en disposición remolcada y autopropulsada. La versión autopropulsada tiene un complejo de lanzamiento que consiste en un lanzador de cuatro misiles y el sistema de adquisición de blancos, radar y sistema electroóptico asociado, montado en un transporte blindado de personal 6X6 WZ551 (APC). La versión remolcada tiene un lanzador de cuatro misiles montado en un carro de cuatro ruedas. La unidad de lanzamiento está soportada por una gama de equipos de tierra montados en camiones para el mantenimiento y la prueba de los misiles.
El misil está equipado con un buscador de infrarrojos criogénico de refrigerado con nitrógeno líquido y enfriado por gas capaz de funcionar entre más y menos 40 grados, fuera de los ángulos de visión directa. El sistema de control de vuelo se realiza mediante aletas delta puntiagudas de largo alcance ubicadas en la parte delantera del misil, con rodillos de deslizamiento deslizante de tipo Sidewinder, en la superficie de la aleta posterior de cola, para evitar el balanceo y mejorar así el funcionamiento del sistema de guíado. El misil tiene un alcance máximo efectivo de 35 km y un límite de altitud de 6,5 km. La probabilidad de impacto de un solo disparo para un lanzamiento de un solo misil contra un objetivo que se aproxima es del 90%. El misil se puede usar en un sistema independiente o como parte del sistema de defensa antiaérea AAA/ SAM de una brigada o regimiento antiaéreo de Tipo 390 (DK-9). El misil entró en producción en 1991 y vio un servicio limitado con las fuerzas terrestres del EPL.

## Operadores

### Operadores actuales
República Popular de China
- Fuerza Aérea del Ejército Popular de Liberación

- Fuerza aérea naval del ejército de liberación popular

Pakistán
- Fuerza Aérea de Pakistán (PAF)

Bangladesh
- Fuerza Aérea de Bangladesh (BAF)

- Armada de Bangladesh (BN)

- Datos: Q859138